# 藤原俊蔭
藤原 俊蔭（ふじわら の としかげ）は、平安時代前期の貴族・歌人。名は後蔭とも表記される。藤原北家末茂流、中納言・藤原有穂の次男。官位は従四位下・右兵衛督。

## 経歴
寛平7年（895年）大蔵大丞に任ぜられる。寛平9年（897年）宇多天皇の六位蔵人となり、天皇の譲位後も引き続き新帝となった醍醐天皇の六位蔵人を務めた。左近衛将監を経て、延喜2年（902年）従五位下に叙爵し、越中介に任ぜられた。
延喜3年12月（904年1月）左馬助に任ぜられた後、延喜7年（907年）左兵衛佐、延喜10年（910年）左近衛少将と武官を歴任し、延喜11年（911年）従五位上に昇叙される。延喜11年（911年）に宇多上皇の主催で亭子院で開かれた酒合戦に酒豪として招聘され参加。
延喜17年（917年）正五位下、延喜19年（919年）従四位下・右近衛中将、延喜23年（923年）右兵衛督に叙任されるなど、醍醐朝後半も武官を歴任した。
勅撰歌人として、『古今和歌集』『後撰和歌集』に1首ずつ和歌作品が入集している。

## 官歴
※以下、註釈がないものは『古今和歌集目録』の記載に従う。
- 寛平7年（895年） 2月11日：大蔵大丞
- 寛平9年（897年） 5月17日：六位蔵人（宇多天皇）。7月10日：六位蔵人（醍醐天皇）。12月13日[4]：左近衛将監
- 延喜2年（902年） 正月7日：従五位下。日付不明：越中介
- 延喜3年（903年） 12月26日[5]：左馬助
- 延喜7年（907年） 2月：左兵衛佐
- 延喜10年（910年） 正月11日：右近衛少将
- 延喜11年（911年） 正月7日：従五位上。正月：兼越前介
- 延喜12年（912年） 正月15日：兼讃岐介。2月15日：五位蔵人（醍醐天皇）[6]
- 延喜17年（917年） 正月7日：正五位下、兼信濃権守
- 延喜19年（919年） 正月7日：従四位下、備前権守。9月13日?：右近衛中将[7]
- 延喜23年（923年） 正月12日：右兵衛督、止備前権守?[7]

## 系譜
- 父：藤原有穂
- 母：安倍興武の娘
- 生母不詳の子女
  - 男子：藤原清平
  - 男子：藤原清風
  - 男子：藤原望平
  - 女子：